# Brda Bydgoszcz

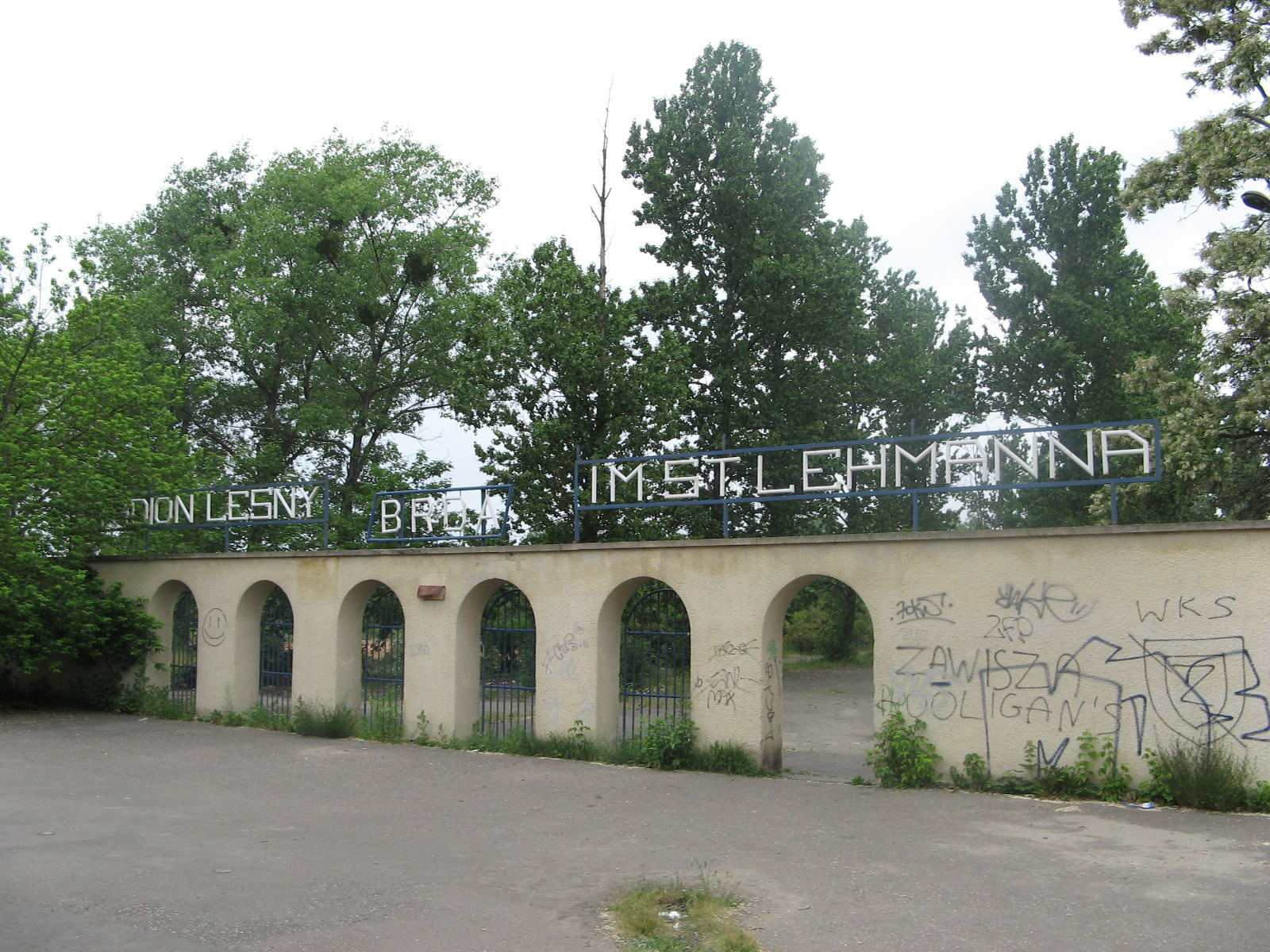
Wejście na Stadion Leśny „Brda” im. Stanisława Lehmanna – zdjęcie z 2006 roku

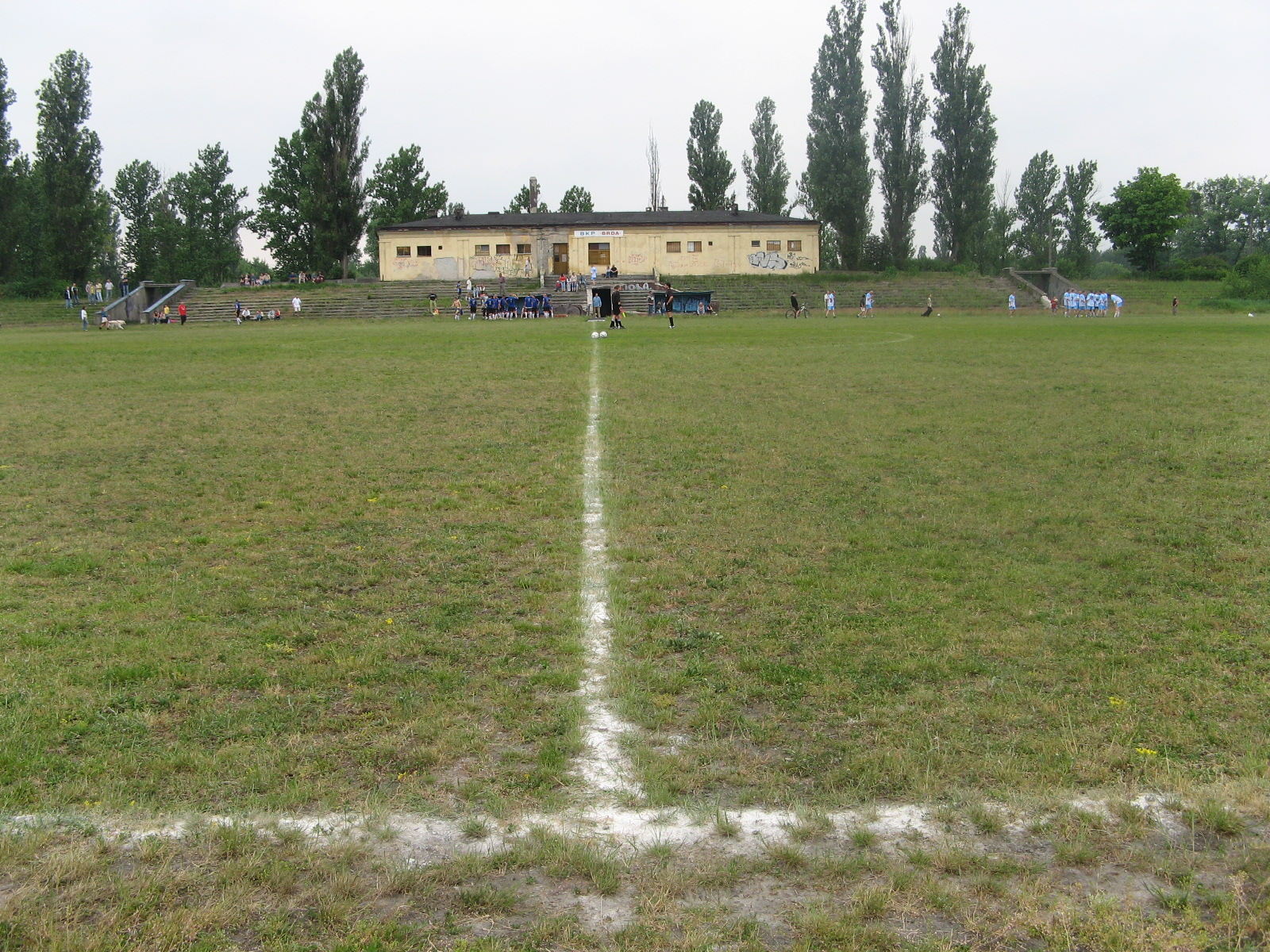
Widok na trybunę główną – 2006 rok

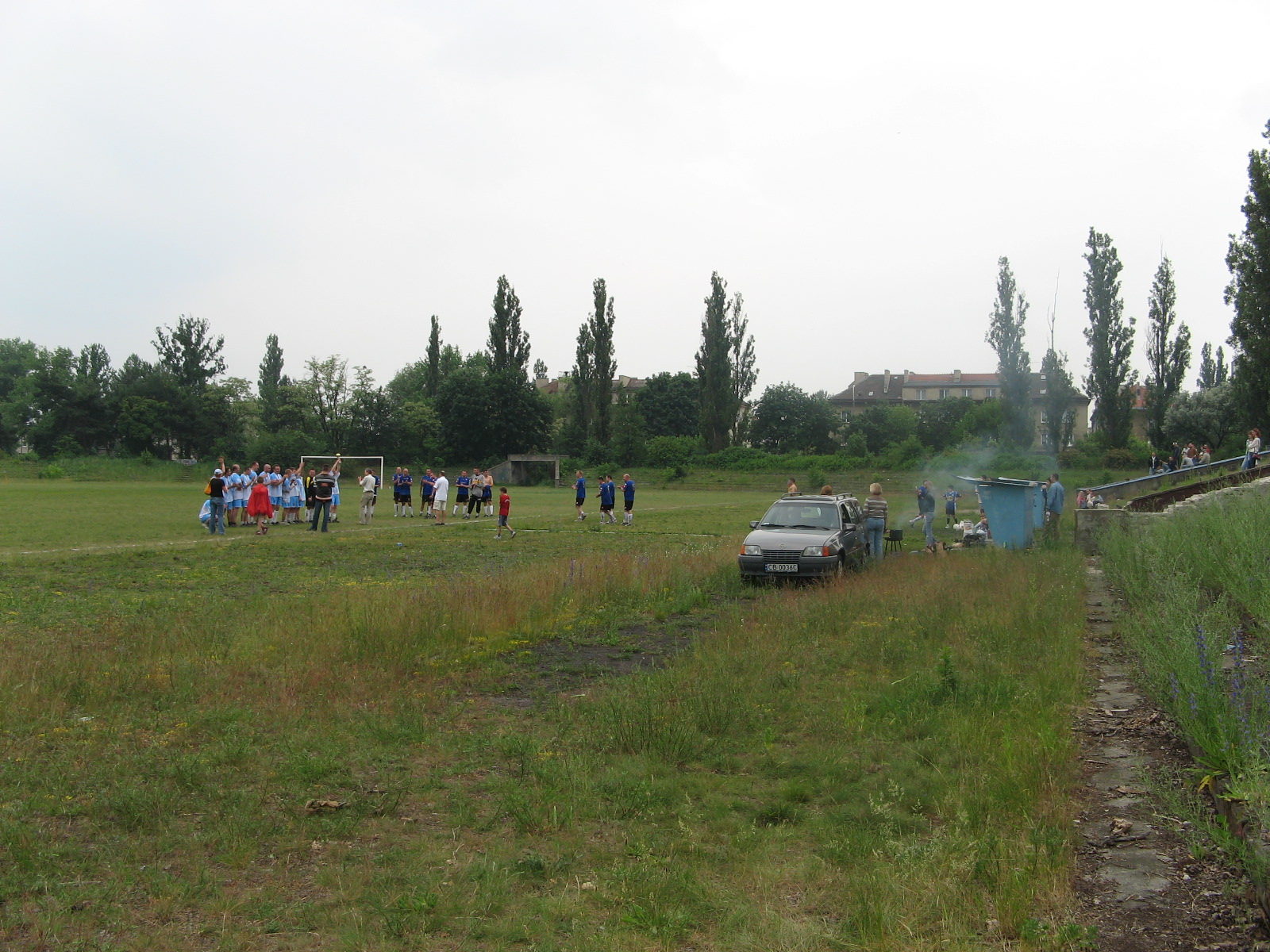
Widok na południowy łuk oraz ławki trenerskie – 2006 rok

Klub Sportowy Brda – istniejący w latach 1924–2008 wielosekcyjny bydgoski klub sportowy, z dominującą sekcją piłkarską. Przez 3 sezony (1950-1952) piłkarze klubu grali na zapleczu ekstraklasy, gdzie w sezonie 1950 zdobyli III miejsce. W 2016 roku klub zajmował 149. miejsce w tabeli wszech czasów polskiej I ligi piłkarskiej.

## Informacje ogólne
Brda Bydgoszcz to klub istniejący w latach: 1924-1939 (jednosekcyjny) i w 1945-2008 (wielosekcyjny). W historii klubu działało około 20 sekcji. Najdłuższą historię ma piłka nożna, która w latach 1924–1939 i 1992-2006 była jedyną sekcją klubu. Poza tym w latach 1945–1992 uprawiano m.in.: boks, lekkoatletykę, siatkówkę, piłkę ręczną, koszykówkę, pływanie, hokej na lodzie, tenis, gimnastykę, hokej na trawie, brydż sportowy, kolarstwo, żeglarstwo i wioślarstwo.
W okresie powojennym KKS Brda był branżowym klubem kolejowym. Barwy klubu były czerwono-niebieskie        

### Historia
Klub powstał 18 marca 1924 roku z inicjatywy działacza sportowego Bernarda Jaskólskiego. W okresie międzywojennym jedyną sekcją była piłka nożna. 15 maja 1924 KS Brda rozegrała swój pierwszy mecz wygrywając z klubem mniejszości niemieckiej Sportbrüder Bydgoszcz 7:0. Ze względu na brak własnego boiska, zawodnicy KS Brda korzystali z boiska im. Idziego Świtały (Gwiazda Bydgoszcz). Największy sukces w okresie międzywojennym drużyna uzyskała 1937 roku, wygrywając swoją grupę klasy B Pomorskiego OZPN, ulegając jednak w barażach o wejście do klasy A W 1926 klub przystąpił do Towarzystwa Oświatowo-Religijnego pod opieką św. Ignacego, w kwietniu 1929 połączył się z KS Tęcza Bydgoszcz, a w 1936 także z KS Iron Bydgoszcz. W 1939 Brda miała połączyć się z Robotniczym Klubem Sportowym Amator Bydgoszcz, jednak wybuch wojny przeszkodził tym planom. Wiosną 1939 z okazji 15-lecia klubu przeprowadzono turniej piłkarski z udziałem drużyn: Brdy Bydgoszcz, Polonii Bydgoszcz, Floty Gdynia i Unii Tczew.
Po wyzwoleniu Bydgoszczy, już 12 lutego 1945 powołano do życia Koło Sportowe Związku Walki Młodych przy PKP. Na reaktywowanie klubu Brda, nie wyrażały zgody władze radzieckie, mające swoich przedstawicieli w zarządzie ZNTK. 27 marca 1945 oficjalnie powstały sekcje: piłki nożnej, lekkiej atletyki, siatkówki i wioślarstwa. Pod nazwą ZWM/PKP do czerwca tego roku zorganizowano 26 imprez sportowych. 28 czerwca zmieniono nazwę na KS ZZK Brda (Klub Sportowy Związku Zawodowego Kolejarzy). Kierownikiem sportowym klubu został Józef Menczyński. Głównymi inicjatorami byli ludzie związani przed wojną z Robotniczym Klubem Sportowym Amator Bydgoszcz i OPN Sokół V Bydgoszcz. W latach 1946–1949 prezesem klubu był Stanisław Lehmann – przedwojenny działacz sportowy, politycznie związany z PPS i PPR.
Rozwój klubu związany był ściśle z kondycją przedsiębiorstw Bydgoskiego Węzła Kolejowego, głównie Zakładami Naprawczymi Taboru Kolejowego. Okres prosperity przypadł na lata 1945–1974, kiedy trwale działało 7 sekcji (piłka nożna, boks, pływanie, lekkoatletyka, piłka siatkowa, kolarstwo, hokej na lodzie), zaś dalszych 6 okresowo. W 1947 klub należał do największych w Bydgoszczy licząc 470 zarejestrowanych zawodników. Po reorganizacji sportu na wzór sowiecki w 1948 utworzono zrzeszenie sportowe Kolejarz, któremu podporządkowano m.in. KKS Brda. W 1950 roku w ramach tego zrzeszenia w województwie bydgoskim działały 2 kluby: Związkowy KS Kolejarz-Brda z sekcjami: piłki nożnej, koszykówki, lekkiej atletyki, pływania i kolarstwa (1761 członków) oraz ZKS Kolejarz-Wioślarski z sekcjami: wioślarską i kajakową (543 członków). W 1950 do zrzeszenia Kolejarz wcielono również ZS Związkowiec m.in. z silną sekcją bokserską. W 1953 roku do klubu należało 7% pracowników Zakładów Naprawczych Taboru Kolejowego w Bydgoszczy. W 1949 dzięki poparciu związanego z KKS Brda Stanisława Lehmanna w lesie opodal Warsztatów Kolejowych rozpoczęto wznoszenie kompleksu sportowego. W 1952 oddano do użytku stadion, a w 1956 m.in. basen pływacki, korty i szatnie.
W latach 50. klub wyróżniał się w Bydgoszczy pod względem osiąganych wyników sportowych. Sukcesy odnosili bokserzy, pływacy i futboliści. Drużyna pięściarzy w latach 1951–1969 walczyła w II lidze. Henryk Niedźwiedzki uczestniczył w igrzyskach olimpijskich w Helsinkach 1952, Jerzy Planutis został mistrzem Polski, a wychowankiem klubu był Jerzy Adamski – późniejszy medalista olimpijski z Rzymu 1960. W sekcji pływackiej klub wychował kilka medalistek mistrzostw Polski, a Aleksandra Mróz uczestniczyła w igrzyskach olimpijskich w Helsinkach 1952. Brda była pierwszym bydgoskim klubem, który uczestniczył w rozgrywkach II ligi (zaplecza ekstraklasy, 1950-1952). Sukcesy na miarę regionu odnosili również kolarze, hokeiści i siatkarze. W latach 1966–1984 istniała sekcja żeglarstwa morskiego, na bazie wybudowanego w ZNTK żaglowego jachtu oceanicznego „Euros”, który stacjonował w porcie Stoczni Gdańskiej i odbywał rejsy po całym świecie.
W połowie lat 70. XX w. rozpoczął się długotrwały kryzys klubu związany z pogarszającą się kondycją kolejnictwa. Sekcje stopniowo likwidowano, a z braku funduszy nie przeprowadzano modernizacji obiektów sportowych. W 1986 PKP przejęły stadion, a w 1996 zrezygnowały z opieki nad klubem. Dotychczasowy Środowiskowo-Kolejowy Klub Sportowy Brda przekształcono w jednosekcyjny Bydgoski Klub Piłkarski Brda. W 2001 kompleks sportowy powrócił do miasta w ramach spłaty zadłużenia PKP wobec Skarbu Państwa. Wiosną 2002 rozwiązano męską drużynę seniorów, która występowała w V lidze. W kolejnych kilku latach kontynuowano szkolenie młodzieży oraz założono pierwszą w Bydgoszczy żeńską drużynę piłkarską, która w 2006 awansowała na zaplecze ekstraklasy. W sierpniu 2007 przekazano ją do nowo powołanego Kobiecego Klubu Piłkarskiego Bydgoszcz. W 2008 dokonano ostatecznej likwidacji klubu. Od 2013 na terenie byłego stadionu Brdy wznoszone jest osiedle mieszkaniowe „Zielony Zakątek”.
Do tradycji dawnego KKS Brda nawiązuje istniejąca Akademia Piłkarska Brda Bydgoszcz, prowadząca szkolenie w kategoriach: trampkarzy, młodzików i orlików.

### Nazwy
- 1924–1939 – Klub Sportowy Brda
- 1945 – ZWM PKP.
- 1945–1949 – Klub Sportowy Związku Zawodowego Kolejarzy Brda
- 1949–1956 – Kolejowy Klub Sportowy Kolejarz-Brda (w ramach Zrzeszenia Sportowego Kolejarz)
- 1956–1974 – Kolejowy Klub Sportowy Brda
- 1974–1996 – Środowiskowo-Kolejowy KS Brda
- 1996–2007 – Bydgoski Klub Piłkarski Brda

## Kompleks sportowy
Bazą klubu był budowany od 1949 przy ul. Powstańców Warszawy kompleks sportowy. Był to pierwszy duży obiekt sportowy wybudowany w Bydgoszczy po II wojnie światowej, powstały dzięki staraniom związanego z KKS Brda, zasłużonego działacza sportowego i wysokiego urzędnika ówczesnych władz wojewódzkich – Stanisława Lehmanna. Kompleks zbudowany społecznie przez pracowników bydgoskich przedsiębiorstw kolejowych oddano do użytku w dwóch etapach: 12 lipca 1952 (stadion) i 30 maja 1956 (basen, korty, boiska treningowe, zaplecze).

## Sportowcy Brdy Bydgoszcz

### Olimpijczycy z Brdy Bydgoszcz
- Helsinki 1952
  - Józef Kiszkurno (trap) – zajął 9. miejsce
  - Henryk Niedźwiedzki (boks) – waga kogucia, przegrał 2. walkę (2. eliminacja)
  - Aleksandra Mróz (pływanie) – 200 m stylem klasycznym, odpadła w eliminacjach

Henryk Niedźwiedzki (w barwach Legii Warszawa) uczestniczył również w igrzyskach olimpijskich w Melbourne 1956, gdzie zdobył brązowy medal . Wychowankiem klubu był bokser Jerzy Adamski, który w igrzyskach olimpijskich w Rzymie 1960 (w barwach Astorii Bydgoszcz) zdobył srebrny medal .

## Osiągnięcia sportowe

### Mistrzostwa Europy
- boks
  - Jerzy Adamski (wychowanek Brdy) – mistrz Europy w wadze piórkowej (1959), brąz (1963)
  - Ryszard Petek (wychowanek Brdy) – mistrz Europy w wadze piórkowej (1967)

### Osiągnięcia drużynowe
- boks – rozgrywki w II lidze bokserskiej (1951-1969)
- piłka nożna – 3 sezony na zapleczu ekstraklasy (1950-1952), trzecie miejsce w sezonie 1950

### Osiągnięcia indywidualne
- boks
  - Jerzy Planutis – mistrz Polski w wadze średniej (1955)
  - Zygmunt Kunc – mistrz Polski (1957), wicemistrz (1956)
  - Jan Walczak – mistrz Polski (1959), wicemistrz (1956)
  - Ryszard Petek – mistrz Polski w wadze lekkiej (1964)
  - Antoni Okoń – mistrz Polski juniorów (1966)
  - Mieczysław Kozłowski – mistrz Polski juniorów (1967)
  - Wiesław Jaroszewski – mistrz Polski juniorów (1968)
  - Marian Wyszomirski – mistrz Polski juniorów (1970)
  - Jerzy Tadych – mistrz Polski juniorów (1971)
  - Andrzej Kolasiński – mistrz Polski juniorów (1972)
  - wicemistrzowie Polski seniorów: Henryk Niedźwiedzki (1953), Franciszek Kujawa (1967).
- lekkoatletyka
  - Alojzy Więckowski – mistrz Polski w rzucie młotem (1946)
- pływanie
  - sztafeta Brdy Bydgoszcz 4 × 200 m została mistrzem Polski (1946)
  - Aleksandra Mróz – wielokrotna mistrzyni Polski 100 m stylem klasycznym (1951-1953), 200 m stylem klasycznym (1952)
  - Edmund Kriese – mistrz Polski i członek kadry narodowej (1949-1952)
- sport motocyklowy
  - Tadeusz Śmigiel – mistrz Polski na żużlu w klasie 250 cm³ (1948)

## Sekcje

### Piłka nożna
W okresie międzywojennym KS Brda był klubem piłkarskim, jednosekcyjnym. Zawodnicy uczestniczyli w rozgrywkach pomorskiej klasy C i B, lecz mimo prób nie udało im się awansować do klasy A. Oprócz seniorów prowadzono również drużyny rezerw i juniorów. Drużyna piłkarska odrodziła się w 1945 po zakończeniu działań wojennych. W 1946 obok Polonii Bydgoszcz uczestniczyła w rozgrywkach klasy A, a w 1949 została mistrzem okręgu pomorskiego, co uprawniało do walki o wejście do I ligi państwowej. W tym roku drużyna awansowała do II ligi i w debiutanckim sezonie (1950) zajęła 3. miejsce w końcowej tabeli grupy zachodniej. Przez trzy sezony w latach 1950–1952 piłkarze Brdy uczestniczyli w rozgrywkach zaplecza ekstraklasy, a po spadku w latach 1953–1956 rozgrywali mecze III lidze. W latach 1957–1989 drużyna KKS Brda występowała w niższych ligach, od III ligi po klasę A. W sezonie 2001/2002 zespół seniorów, grający wówczas w V lidze rozwiązano. W zamian powstała żeńska drużyna, która uczestniczyła w rozgrywkach ligi kobiet. Do 2006 roku szkolono młodzież, a drużyna kobieca awansowała na zaplecze ekstraklasy. 24 sierpnia 2007 przekazano ją do nowo powołanego KKP Bydgoszcz. Szkolenie młodzieży odbywa się nadal w Akademii Piłkarskiej Brda Bydgoszcz
Brda Bydgoszcz w II lidze piłkarskiej:
| Sezon | Tabela | Mecze | Zwycięstwa | Remisy | Porażki | Bilans bramkowy | Punkty |
| ----- | ------ | ----- | ---------- | ------ | ------- | --------------- | ------ |
| 1952  | 9/10   | 18    |            |        |         | 24-36           | 15     |
| 1951  | 6/8    | 14    |            |        |         | 19-28           | 13     |
| 1950  | 3/10   | 18    |            |        |         | 48-31           | 22     |

### Boks
Sekcję bokserską KKS Brda założono w 1945 roku. W 1951 roku włączono do niej zawodników z rozwiązanej sekcji KS Związkowiec (do 1949 KS Zjednoczeni), która słynęła z osiągnięć sportowych w latach 1946–1949. W 1946 i 1948 zawodnicy Zjednoczonych Bydgoszcz, trenowani przez Feliksa Stamma zostali drużynowym mistrzem Pomorza oraz występowali w reprezentacji Polski (Józef Kruża, S. Łączkowski, Edmund Sowiński), a w 1949 uczestniczyli w rozgrywkach I ligi bokserskiej. W latach 50. pięściarze Brdy trenowani przez Edwarda Rinke należeli do krajowej czołówki. Drużyna aż do 1969 występowała nieprzerwanie w II lidze bokserskiej. Wychowankami klubu byli późniejsi medaliści olimpijscy, mistrzostw Polski i Europy: Jerzy Adamski, Zygmunt Kunc, Franciszek Kujawa, Zbigniew Nowak, Jan Walczak, Ryszard Petek i Henryk Niedźwiedzki – reprezentant Polski w wadze piórkowej na igrzyskach olimpijskich w Helsinkach 1952 (w barwach Brdy) i Melbourne 1956 (w barwach Legii Warszawa, brązowy medal). W 1955 Jerzy Planutis wywalczył tytuł mistrza Polski w wadze średniej. W latach 60. XX w. sekcja bokserska Brdy zaliczała się obok Zawiszy i Astorii do najsilniejszych w województwie. W latach 70. i 80. bokserzy Brdy występowali w lidze wojewódzkiej. Treningi odbywano we własnej hali, a mecze w kompleksie Zawiszy. Sekcję rozwiązano na początku lat 90. XX w.

### Pływanie
Sekcję pływacką założono w 1945 roku. Utrzymywała ona wysoki poziom sportowy, mimo skromnego zaplecza (własny basen otwarty zbudowano dopiero w 1956). W latach 50. XX w. KKS Brda zaliczała się do najsilniejszych klubów pływackich w okręgu bydgoskim. Dysponowała wybitnymi zawodnikami, m.in. Aleksandrą Mróz – reprezentantką Polski na igrzyskach olimpijskich w Helsinkach 1952, mistrzynią i rekordzistką Polski w konkurencjach 100 m i 200 m stylem dowolnym, Edmundem Kriese – mistrzem Polski i członkiem kadry narodowej w latach 1949–1952, Haliną i Urszulą Maternowskimi, Wacławą Podstawianką, Henrykiem Piotrowskim. W 1950 klub został mistrzem Pomorza w piłce wodnej i zakwalifikował się do rozgrywek o wejścia do ligi państwowej. W latach 60. poziom sportowy sekcji obniżył się, ponieważ działalność wyczynową skoncentrowano w klubie Astoria Bydgoszcz.

### Kolarstwo
Sekcję kolarską założono w 1945. Zawodnicy trenowani przez przedwojennego kolarza Mariana Rittera, dominowali w rozgrywkach kolarskich województwa pomorskiego. Drużyna Brdy jako jedyna z terenu Polski północnej uczestniczyła w 1948 w Tour de Pologne. W latach 50. zaliczała się obok Rometu i Zawiszy do najsilniejszych w Bydgoszczy. W 1956 do kadry narodowej włączono dwóch zawodników z województwa bydgoskiego, w tym Cerajewskiego z ZZK Kolejarz Bydgoszcz.

### Hokej na lodzie
Sekcję hokeja na lodzie założono w 1946 roku. Grali w niej głównie piłkarze, którzy rozgrywki traktowali jako przedłużenie sezonu letniego. Hokeiści klubu w latach 1948–1954 brali udział w rozgrywkach pomorskiej klasy A, w której występowały zespoły z województw: bydgoskiego i gdańskiego. Sekcję rozwiązano w 1954 roku.

### Lekkoatletyka
Sekcję lekkoatletyczną założono w 1945 roku. Wyróżniającym się zawodnikiem był startujący jeszcze od przedwojnia Alojzy Więckowski. W 1946 w barwach KS ZZK Brda zdobył on mistrzostwo Polski w rzucie młotem.

### Piłka ręczna
Sekcję piłki ręcznej założono na początku lat 50. na bazie zawodników Zrzeszenia Sportowego Związkowiec, wcielonego do ZS Kolejarz-Brda. Wcześniej drużyna KS Związkowiec grała z powodzeniem w I lidze. Od 1955 szczypiorniści uczestniczyli w rozgrywkach ligi międzywojewódzkiej (województwa: bydgoskie, gdańskie, koszalińskie, szczecińskie). W 1958 sekcję w całości przeniesiono do klubu Zawisza Bydgoszcz, gdzie istniała do 1964 roku.

### Siatkówka
Sekcję siatkówki założono w 1945 roku – mężczyzn i kobiet. W latach 50. męski zespół Kolejarza-Brdy wyróżniał się w rozgrywkach okręgowych, lecz nie odniósł sukcesów w skali krajowej.

### Koszykówka
Sekcję koszykówki założono w 1945 roku. W latach 40. i 50. zespół Brdy występował w rozgrywkach pomorskiej klasy A, gdzie kilkukrotnie zajął czołowe miejsca. W latach 60. zespół występował w lidze okręgowej, po czym został rozwiązany.

### Żeglarstwo
Sekcję żeglarską zorganizowano w 1966 roku. W odróżnieniu od innych działających w Bydgoszczy, specjalizowała się w żeglarstwie morskim. W 1967 z inicjatywy wiceprezesa klubu, inż. Aleksandra Kaszowskiego w ZNTK wybudowano żaglowy jacht pełnomorski „Euros”, którego armatorem był KKS Brda. W pierwszym sezonie nawigacyjnym jacht odbył 20 rejsów po Bałtyku z udziałem żeglarzy debiutantów. Portem macierzystym jednostki była Bydgoszcz, a stałym miejscem postoju – port jachtowy Stoczni Gdańskiej. W kolejnych latach „Euros” odbył kilka pionierskich wypraw oceanicznych, m.in. opływając Islandię (1968), przylądek Horn (1972, trzeci raz po Darze Pomorza i Polonezie), rejs non stop z Buenos Aires do Helu (kapitan Henryk Jaskuła), opłynął Spitsbergenu (1977) i inne. Jacht służył celom sportowym do 1984, kiedy uległ rozbiciu o kamienie falochronu wschodniego portu w Górkach Zachodnich i zatonął na torze wodnym.
W latach 1978–1979 w ZNTK zbudowano kolejny mniejszy jacht morski zwany „Zentek”. W 1985 odbył on swój jedyny wyczynowy rejs na północne krańce Bałtyku, poza tym służąc celom szkoleniowym. W 1990 po jego sprzedaży, w ZNTK przystąpiono do budowy następcy „Eurosa” – trzymasztowego żaglowego jachtu pełnomorskiego typu J-80 Solanus, który został zwodowany 3 maja 1992 roku w porcie jachtowym Górki Zachodnie w Gdańsku. Jego armatorem stała się sekcja żeglarska, którą przeniesiono z KKS Brda do KKW-ZNTK (od 1996 RTW Bydgostia). W latach 1992–2016 „Solanus” odbył kilkanaście wypraw oceanicznych, z których najdłuższą było opłynięcie w latach 2010–2011 obydwu Ameryk poprzez Przejście Północno-Zachodnie (kanadyjska Arktyka) i wokół przylądka Horn.

### Kajakarstwo
Sekcja kajakowa w klubie sportowym Brda istniała od 1945 do lat 50. XX w. Miała charakter turystyczny.

### Sekcja motorowa
Sekcja motorowa została założona w 1945 roku. Zajmowała się głównie turystyką motocyklową i rajdami terenowymi. W 1948 Tadeusz Śmigiel został mistrzem Polski na żużlu w klasie 250 cm³.